# 盖勒瑙
盖勒瑙（德語：Gelenau）是德国萨克森州的市镇，隶属于厄尔士山县。总面积为21.11平方千米，截至2023年12月31日总人口为4,085人。